# Peter Orth
Peter Orth (* 13. Dezember 1964) ist ein deutscher Mittellateinischer Philologe.
Er studierte von 1984 bis 1992 mittellateinische Philologie, lateinische Philologie, Geschichte und Bibliothekswissenschaft an der Universität zu Köln, wo 1990 die erste Staatsprüfung für die Lehrämter in Latein und Geschichte ablegte und 1992 in mittellateinischer Philologie promoviert wurde. Von 1992 bis 2003 war er wissenschaftlicher Mitarbeiter, Assistent und Oberassistent am Lehrstuhl für Lateinische Philologie des Mittelalters und der Neuzeit an der Universität Erlangen, wo er sich im Juni 2001 im Fach Lateinische Philologie des Mittelalters und der Neuzeit habilitierte. Im Sommersemester 2002 vertrat er den Lehrstuhl für Lateinische Philologie des Mittelalters an der Ludwig-Maximilians-Universität München und im Wintersemester 2002/2003 einen Lehrstuhl an der Christian-Albrechts-Universität zu Kiel. Von April 2003 bis September 2006 war er wissenschaftlicher Mitarbeiter der Monumenta Germaniae Historica in München, wo er die Abteilung Poetae Latini medii aevi betreute. Am 1. Oktober 2006 übernahm er den Lehrstuhl für Lateinische Philologie des Mittelalters an der Universität zu Köln. 

## Schriften (Auswahl)
- Gunther von Pairis, Hystoria Constantinopolitana. Untersuchungen und kritische Ausgabe (= Spolia Berolinensia. Berliner Beiträge zur Mediävistik. Band 5). Weidmann, Hildesheim/Zürich 1994, ISBN 3-615-00147-8 (zugleich Dissertation, Köln 1992).
- als Herausgeber mit Peter Christian Jacobsen: Gesta Ernesti ducis. Die Erfurter Prosa-Fassung der Sage von den Kämpfen und Abenteuern des Herzogs Ernst (= Erlanger Forschungen Reihe A. Geisteswissenschaften. Band 82). Univ.-Bibliothek, Erlangen 1997, ISBN 3-930357-21-6.
- Hildeberts Prosimetrum De querimonia und die Gedichte eines Anonymus. Untersuchungen und kritische Editionen  (= Wiener Studien. Beiheft 26) (= Arbeiten zur mittel- und neulateinischen Philologie. Beiheft 6). Verlag der Österreichischen Akademie der Wissenschaften, Wien 2000, ISBN 3-7001-2912-2.
- mit Arno Mentzel-Reuters und Mark Mersiowsky: Théodore Mommsen et le Moyen Âge. Catalogue de l’exposition préparée par les MGH à l’occasion du centième anniversaire de la mort de Théodore Mommsen et organisée par l’Institut historique allemand à Paris, du 27 avril au 28 mai 2004. Inst. Historique Allemande, Paris 2004, OCLC 64657059.
- mit Arno Mentzel-Reuters, Mark Mersiowsky und Olaf B. Rader: Phönix aus der Asche. Theodor Mommsen und die Monumenta Germaniae Historica. Katalog zur Ausstellung der MGH in München und der MGH an der Berlin-Brandenburgischen Akademie der Wissenschaften vom 25. November bis 21. Dezember 2005. Monumenta Germaniae Historica, München/Berlin 2005, ISBN 3-88612-150-X.
- Beobachtungen zur Ars grammatica des Codex 204 der Kölner Dombibliothek (= Libelli Rhenani. Band 39). Erzbischöfliche Diözesan- und Dombibliothek, Köln 2012, ISBN 978-3-939160-34-2.
- Die rhythmischen Martinsschriften Guiberts von Gembloux (BHL 5636 / 5637) (= Mittellateinische Studien und Texte. Band 50). Brill, Boston/Leiden 2017, ISBN 978-90-04-33560-8.